# Polo Hofer
Pour les articles homonymes, voir Hofer.
Urs Alfred Hofer, dit Polo Hofer, né le 16 mars 1945 à Interlaken et mort le 22 juillet 2017 à Oberhofen am Thunersee, est un chanteur et musicien suisse.
Il est l’un des pionniers de la musique rock et pop chantée en suisse allemand.